# Genlisea flexuosa
Genlisea flexuosa este o specie de plante carnivore din genul Genlisea, familia Lentibulariaceae, ordinul Lamiales, descrisă de Rivadavia, A.Fleischm. și Amp; Gonella. Conform Catalogue of Life specia Genlisea flexuosa nu are subspecii cunoscute.